# 19 Pułk Ułanów (Księstwo Warszawskie)
19 Pułk Ułanów – oddział jazdy Armii Księstwa Warszawskiego.

## Formowanie i działania
Sformowany w 1812 w Nowogródku na Litwie z poborowych departamentu grodzieńskiego i części departamentu wileńskiego. Aby usprawnić formowanie jednostek, powołano specjalnych komisarzy, którzy mieli wspierać dowódców pułków. W 19 p. uł. był to chorąży pużański Ossowski. W lipcu 1812 roku do pułku trafiło 36 dezerterów i jeńców z armii carskiej.
1 grudnia, stacjonujący  w Kiejdanach pułk liczył 808 oficerów i żołnierzy. 
Pułk walczył pod Sierakowem 12 lutego 1813.
Później 19 p.uł. połączony został z 17 p.uł. 
Kolor pułkowy - żółty. Paczuski podaje że: mundury z wyłogami granatowymi, ale z wypustką karmazynową.

## Dowódca pułku
- płk Konstanty Rajecki - od 13 lipca 1812[4]